# Infectious Grooves
Infectious Grooves — фанк-метал-группа из Венис Бич, предместья Лос-Анджелеса, штат Калифорния. Основана в 1989 году участниками Suicidal Tendencies: вокалистом Майком Мьюиром и бас-гитаристом Робертом Трухильо. Идея Infectious Grooves пришла к ним во время тура Suicidal Tendencies 1989 года, где выяснилось, что и Майк и Роберт очень любят музыку фанк: любимыми исполнителями Майка с детства были Parliament и Funkadelic, а Роберт, до появления его в составе Suicidal Tendencies, играл в фанк-группах.
С августа по октябрь 1989 года и с января по март 1990 года, в перерывах между гастрольными турами Suicidal Tendencies и записями альбомов, они с разными музыкантами, записывают около полутора десятков песен, которые легли в основу их первого альбома, The Plague That Make Your Booty Move, It's The Infectious Grooves, который вышел на Epic Records в сентябре 1991 года. Главная прелесть этих записей в том, что они получались спонтанным импровизационным образом. Разные музыканты из разных групп участвовали в записях песен. От Стивена Перкинса из Jane's Addiction до Оззи Осборна, который спел припев песни Therapy.
С 1991 года по нынешний момент, Infectious Grooves выпустили пять студийных альбомов, последний из которых, Mas Borracho вышел в 2000 году на Suicidal Records.

## История

### 1989—1991
Поначалу Infectious Grooves не были группой в обычном понимании. Майк и Роберт решили просто поджемовать в студии с разными музыкантами и сделать несколько записей, чтобы посмотреть, что из этого выйдет. В первых записях участвовали разные люди из разных групп: почти все музыканты Suicidal Tendencies, а также Стивена Перкинса из Jane's Addiction, Адам Сигел (Adam Siegel) из Excel, Майк Дженсен из Beowulf. Дэйва Кушнера и Дина Плезентса пригласил Роберт Трухильо. Он играл с ними в разных группах ранее, до прихода в Suicidal Tendencies. Первые записи группы делались в перерывах плотного гастрольного графика Suicidal Tendencies и между записями альбомов основной группы Роберта и Майка, в конце 1989 и начале 1990 года. По сути это был факультативный проект, которому не уделялось много времени.
Самым интересным фактом стало появление в студии Оззи Осборна и персонажа, известного, как Sarsippius.
Оззи записывал тогда альбом No More Tears и по случайности оказался в студии, находившейся в том же здании, где Майк, Роберт и их товарищи записывали Infectious Grooves. Марк Додсон, продюсировавший проект, пригласил в их студию Оззи. В один прекрасный день Оззи появился в студии Infectious Grooves и попросил послушать их песни. Материал ему понравился и он согласился спеть припев песни Therapy и пригласил Infectious Grooves открывать концерты в его туре 1991 года.
На первом альбоме, составленном из записей этого периода, появился Sarsippius (Alladin Sulemanajik Sarsippius Jackson III) — вымышленный персонаж, рептилия-инопланетянин. Этого персонажа сыграл человек, которого на самом деле звали Сарсиппиус. Его привел на студию музыкант Майк Дженсен (Beowulf, Neighbourhood Watch, позже — Creeper). Майку и Роберту очень понравилось, как говорит этот человек, с характерным джайвом. И они решили записать несколько диалогов с ним.
Обложку для альбома The Plague That Make Your Booty Move, It's The Infectious Grooves (и для последующих альбомов, кроме Mas Borracho) нарисовал гитарист Infectious Grooves, Адам Сигел (прежде — Excel). Кроме музыки, Адам увлекался уличным граффити и был неплохим художником.
После успеха дебютного альбома Infectious и удачного совместного тура с Оззи, на группу обращает внимание киноиндустрия и группу приглашает кинокомпания Hollywood Pictures сняться в фильме Encino Man в роли самих себя, исполняющих песню Feed The Monkey. Фильм вышел на экраны в 1992 году.

### 1993—1997
В 1993 году группа выпускает второй альбом, Sarsippius Ark. Он был составлен из записей, произведенных прежде, в период с 1989 по 1991 год, а также их концертными вариантами, записанными в туре с Оззи. В том числе были изданы две кавер-версии, «Fame» Дэвида Боуи и «Immigrant Song» великих Led Zeppelin. Паузы между треками также заполнили искрометные скиты Сарсиппиуса. Альбом был издан, как Limited Edition, «ограниченным тиражом», как бы в насмешку над самой идеей такого рода изданий. Альбом вошёл в Top 200 журнала Биллборд под номером 109.
Однако, в это же время, Майк и Роберт всерьез задумываются о постоянном составе группы, как для концертных выступлений, так и для студийных записей. Состав сформировавшийся к 1993 году выглядел так: Майк Мьюир — вокал, Роберт Трухильо — бас-гитара, Дин Плезентс — гитара, Адам Сигел — гитара. В качестве барабанщика в состав группы был приглашен 16-летний Брукс Вэккерман, прежде игравший в панк-группе Bad4Good. Он очень органично влился в состав группы и после гастрольного тура в поддержку Sarsippius Ark остался в составе Infectious Grooves, который записал и последующий альбом — Groove Family Cyco.
Этот альбом группа записывала уже с новым продюсером, Полом Нортфилдом, который работал тогда и с Suicidal Tendencies, а прежде продюсировал такие группы, как Rush и Queensryche.
Альбом Groove Family Cyco вышел очень глубоким, с тонкими издевками (например, песня Do What I Tell Ya — это фактически дисс на группу Rage Against The Machine и их боевик Killing In Time), очень жёстким и очень фанковым. Это был уже не творческий эксперимент, а продуманная профессиональная работа.
Обычно с началом расцвета Infectious Grooves фанаты Suicidal Tendencies связывают роспуск ST в 1994 году. Однако, это не так. Suicidal прекратили временно своё существование из-за проблем с Epic Records, продолжив творчество в качестве Infectious Grooves и Cyco Miko.
В составе Майк + Роберт + Дин + Адам + Брукс, они работают над материалом, вошедшим в первый после перерыва релиз Suicidal Records: Suicidal Friends and Family (Epic Escape).
В общей сложности, по словам Роберта Трухильо, с 1994 по 1997 год было записано 45 песен, большая часть из которых не издана до сих пор.
В конце 1997 года пути Роберта Трухильо и Майка Мьюира разошлись. Роберт ушёл заниматься самосовершенствованием в группах Закка Вайлда, Black Label Society и Оззи Осборна. А Майк продолжил заниматься Suicidal Tendencies, Cyco Miko и No Mercy/Fool!. Но история Infectious Grooves на этом не закончилась.

### 2000 — настоящее время
Те, кто следили за творчеством обоих проектов Майка Мьюира, заметили, что в конце 90-х годов, грань между фанковым Infectious Grooves и трэш-металлическим звучанием Suicidal Tendencies почти стерлась. В сборнике Suicidal Friends and Family (Epic Escape) 1997 года, песни, записанные вышеперечисленными музыкантами, обозначены, как ST&IG, то есть и Suicidal Tendencies и Infectious Grooves. Однако, уже с выходом альбома Suicidal «Freedumb» в 1999 году стало понятным желание Майка Мьюира снова разделить оба проекта. Доказательством тому стал вышедший сразу вслед за Freedumb альбом Infectious Grooves «Mas Borracho» (Горький Пьяница).
Это были номера классического, «танцевального» фанка, весьма позитивные, очень сильно отличавшиеся от того, что группа выпустила прежде, на Groove Family Cyco. Центровым хитовым номера стала титульная песня, Borracho. В составе Infectious Grooves были все те же музыканты, что были в составе Suicidal Tendencies: Джош Пол занял место Роберта, Дин Плезентс по-прежнему играл на гитаре, Майк Кларк стал ритм-гитаристом, а на барабанах играл юный Брукс Вэккерман.
Альбом Mas Borracho Майк Мьюир выпустил на собственном лейбле Suicidal Records. Это была последняя полноформатная работа группы, после которой несколько песен Infectious Grooves вышли на компиляции Suicidal Friends and Family II в 2001 году, а также на сборнике Year Of The Cycos в 2009.

## Текущий состав группы
- Майк Мьюир — вокал
- Дин Плезентс — соло-гитара
- Тим Стюарт (Timmy Shakes) — гитара
- Стивен Бруннер — бас-гитара
- Эрик Мор — барабаны

## Дискография

### Альбомы
1. Booty Movin' Sampler — 1991 — Epic Records
2. The Plague That Makes Your Booty Move, It's The Infectious Grooves — 1991 — Epic Records
3. Sarsippius Ark — 1993 — Epic Records
4. Groove Family Cyco — 1994 — Epic Records
5. Mas Borracho — 2000 — Suicidal Records

### Сборники
1. Suicidal Friends And Family (Epic Escape) — 1997 — Suicidal Records
2. Suicidal Friends and Family II — 2001 — Suicidal Records
3. Year Of The Cycos — 2009 — Suicidal Records

## Фильмы
1. Замороженный калифорниец (Encino Man) — 1992 — Hollywood Pictures